# Wadi Halfa
Wadi Halfa (tiếng Ả Rập: وادي حلفا) là một thành phố ở bang Bắc, Sudan. Nó nằm trên bờ hồ Nasser, gần biên giới với Ai Cập. Tính đến năm 2007 dân số của thành phố là 15.725 người. Tại đây đã có các nỗ lực nhằm cứu vớt những cổ vật Nubia khỏi lụt lội do việc hoàn thành đập Aswan.

## Nhân khẩu
Dưới đây là dân số Wadi Halfa qua các năm:
| Năm  | Dân số |
| ---- | ------ |
| 1973 | 5.701  |
| 1983 | 7.973  |
| 2007 | 15.725 |
| 2012 | 10.658 |

## Khí hậu
Giống như những nơi khác trong sa mạc Nubia, Wadi Halfa có khí hậu sa mạc nóng (phân loại khí hậu Köppen BWh), với mùa hè dài và nóng bức trong khi mùa đông ngắn và ấm. Nhiệt độ trung bình hàng năm là khoảng 27 °C, mặc dù từ tháng 5 đến tháng 9, nó có thể vượt quá 40 °C. Thành phố là một trong những nơi có mức độ bốc hơi cao nhất thế giới.
| Dữ liệu khí hậu của Wadi Halfa          | Dữ liệu khí hậu của Wadi Halfa | Dữ liệu khí hậu của Wadi Halfa | Dữ liệu khí hậu của Wadi Halfa | Dữ liệu khí hậu của Wadi Halfa | Dữ liệu khí hậu của Wadi Halfa | Dữ liệu khí hậu của Wadi Halfa | Dữ liệu khí hậu của Wadi Halfa | Dữ liệu khí hậu của Wadi Halfa | Dữ liệu khí hậu của Wadi Halfa | Dữ liệu khí hậu của Wadi Halfa | Dữ liệu khí hậu của Wadi Halfa | Dữ liệu khí hậu của Wadi Halfa | Dữ liệu khí hậu của Wadi Halfa |
| Tháng                                   | 1                              | 2                              | 3                              | 4                              | 5                              | 6                              | 7                              | 8                              | 9                              | 10                             | 11                             | 12                             | Năm                            |
| --------------------------------------- | ------------------------------ | ------------------------------ | ------------------------------ | ------------------------------ | ------------------------------ | ------------------------------ | ------------------------------ | ------------------------------ | ------------------------------ | ------------------------------ | ------------------------------ | ------------------------------ | ------------------------------ |
| Cao kỉ lục °C (°F)                      | 35.5 (95.9)                    | 41.6 (106.9)                   | 45.5 (113.9)                   | 45.7 (114.3)                   | 47.8 (118.0)                   | 48.7 (119.7)                   | 46.7 (116.1)                   | 47.6 (117.7)                   | 46.5 (115.7)                   | 44.5 (112.1)                   | 39.0 (102.2)                   | 35.6 (96.1)                    | 48.7 (119.7)                   |
| Trung bình ngày tối đa °C (°F)          | 23.3 (73.9)                    | 25.7 (78.3)                    | 30.5 (86.9)                    | 36.1 (97.0)                    | 39.6 (103.3)                   | 41.1 (106.0)                   | 40.7 (105.3)                   | 40.1 (104.2)                   | 39.2 (102.6)                   | 36.1 (97.0)                    | 29.2 (84.6)                    | 24.8 (76.6)                    | 33.9 (93.0)                    |
| Trung bình ngày °C (°F)                 | 16.4 (61.5)                    | 18.1 (64.6)                    | 22.5 (72.5)                    | 27.7 (81.9)                    | 31.5 (88.7)                    | 33.1 (91.6)                    | 32.8 (91.0)                    | 32.5 (90.5)                    | 31.8 (89.2)                    | 28.8 (83.8)                    | 22.5 (72.5)                    | 18.1 (64.6)                    | 26.3 (79.3)                    |
| Tối thiểu trung bình ngày °C (°F)       | 9.5 (49.1)                     | 10.5 (50.9)                    | 14.6 (58.3)                    | 19.4 (66.9)                    | 23.3 (73.9)                    | 25.0 (77.0)                    | 24.9 (76.8)                    | 24.9 (76.8)                    | 24.4 (75.9)                    | 21.5 (70.7)                    | 15.7 (60.3)                    | 11.3 (52.3)                    | 18.8 (65.8)                    |
| Thấp kỉ lục °C (°F)                     | 4.2 (39.6)                     | 2.5 (36.5)                     | 6.0 (42.8)                     | 11.0 (51.8)                    | 13.4 (56.1)                    | 17.8 (64.0)                    | 18.5 (65.3)                    | 17.8 (64.0)                    | 17.4 (63.3)                    | 12.3 (54.1)                    | 5.2 (41.4)                     | 2.0 (35.6)                     | 2.0 (35.6)                     |
| Lượng Giáng thủy trung bình mm (inches) | 0.1 (0.00)                     | 0.0 (0.0)                      | 0.0 (0.0)                      | 0.0 (0.0)                      | 0.0 (0.0)                      | 0.0 (0.0)                      | 0.0 (0.0)                      | 0.5 (0.02)                     | 0.0 (0.0)                      | 0.0 (0.0)                      | 0.0 (0.0)                      | 0.0 (0.0)                      | 0.6 (0.02)                     |
| Độ ẩm tương đối trung bình (%)          | 41                             | 33                             | 26                             | 21                             | 20                             | 20                             | 23                             | 26                             | 25                             | 28                             | 37                             | 43                             | 29                             |
| Số giờ nắng trung bình tháng            | 303.8                          | 277.2                          | 303.8                          | 303.0                          | 325.5                          | 324.0                          | 331.7                          | 322.4                          | 288.0                          | 310.0                          | 303.0                          | 294.5                          | 3.686,9                        |
| Phần trăm nắng có thể                   | 92                             | 91                             | 86                             | 86                             | 86                             | 87                             | 87                             | 88                             | 86                             | 90                             | 94                             | 91                             | 89                             |
| Nguồn: NOAA                             |                                |                                |                                |                                |                                |                                |                                |                                |                                |                                |                                |                                |                                |

## Kinh tế
Nông nghiệp đóng vai trò quan trọng trong nền kinh tế của Wadi Halfa. Người Trung Quốc đã xây dựng một nhà máy chế biến cá trong thành phố.

## Giao thông
Wadi Halfa được kết nối với Dongola bằng đường bộ và thủ đô Khartoum bằng đường sắt. Việc sử dụng phà để di chuyển trên hồ Nasser cũng phổ biến.
Năm 2012, chính phủ Sudan được cho là đang có kế hoạch xây dựng một sân bay mới tại Wadi Halfa.